# Atsushi Yoneyama
Atsushi Yoneyama, född 20 november 1976 i Utsunomiya, Tochigi prefektur, Japan, är en japansk tidigare fotbollsspelare.